# Wola Lipieniecka (gromada)
Wola Lipieniecka – dawna gromada, czyli najmniejsza jednostka podziału terytorialnego Polskiej Rzeczypospolitej Ludowej w latach 1954–1972.
Gromady, z gromadzkimi radami narodowymi (GRN) jako organami władzy najniższego stopnia na wsi, funkcjonowały od reformy reorganizującej administrację wiejską przeprowadzonej jesienią 1954 do momentu ich zniesienia z dniem 1 stycznia 1973, tym samym wypierając organizację gminną w latach 1954–1972.
Gromadę Wola Lipieniecka siedzibą GRN w Woli Lipienieckiej (obecnie są to dwie wsie: Wola Lipieniecka Duża i Wola Lipieniecka Mała) utworzono – jako jedną z 8759 gromad na obszarze Polski – w powiecie radomskim w woj. kieleckim, na mocy uchwały nr 13i/54 WRN w Kielcach z dnia 29 września 1954. W skład jednostki weszły obszary dotychczasowych gromad: Wola Lipieniecka ze zniesionej gminy Rogów i Śniadków-Las ze zniesionej gminy Kowala, a także wieś Kuźnia z dotychczasowej gromady Kuźnia ze zniesionej gminy Orońsko w tymże powiecie.
1 października 1954 gromada weszła w skład nowo utworzonego powiatu szydłowieckiego w tymże województwie, gdzie ustalono dla niej 12 członków gromadzkiej rady narodowej.
Gromadę zniesiono 31 grudnia 1959, a jej obszar włączono do gromad Wałsnów (wieś Kuźnia i kolonię Śniadków Las) i Jastrząb (wsie Wola Lipieniecka Duża i Wola Lipieniecka Mała).